# Corythalia cristata
Corythalia cristata là một loài nhện trong họ Salticidae.
Loài này thuộc chi Corythalia. Corythalia cristata được Frederick Octavius Pickard-Cambridge miêu tả năm 1901.